# Peter van Bruggen
Peter van Bruggen (Rotterdam, 26 augustus 1948) is een Nederlands journalist, presentator en radio dj en was werkzaam bij de KRO en diens opvolger KRO-NCRV.
Eind jaren zeventig werkte Van Bruggen als popjournalist onder andere voor de Haagse Post.

## Radio

### Hilversum 3 / Radio 3
De eerste bijdragen van Van Bruggen op de radio waren voor de programma's Gort en watergruwel en Rauhfaser.
Van Bruggen werd bekend door het radioprogramma Weeshuis van de hits. De eerste aflevering werd uitgezonden op woensdag 7 oktober 1981 op Hilversum 3. Het (fictieve) weesjongetje Morrison waren fragmenten ingesproken door  zijn zoontje Ramon van Bruggen. Peter van Bruggen heeft de identiteit lang geheim gehouden om het beeld bij de luisteraar niet te verstoren. Morrison was een belangrijk element in het programma. Het programma werd eerst op de woensdag en vanaf 7 oktober 1984 iedere zondagmiddag uitgezonden.
Van Bruggen speelde in de jaren tachtig ook wekelijks een rol in het programma Radio de Zwarte Roos waarin hij "Dub" en andere personages en stemmetjes opvoerde, samen met Anne van Egmond en Hans Hoekman. Het KRO-programma verbeeldde een fictieve, ongeregelde radiopiraatzender "onder auspiciën van de K.R.O omroeporganisatie" waar amateuristische reclameboodschappen en grappen te horen waren. Ook was hij in 1982-1983 een van de medewerkers van het KRO-Hilversum 3-programma Nieuwsbox woensdagmiddag van 17:00 tot 18:00 uur.
Het programma Weeshuis van de hits sneuvelde door de invoering per zaterdag 4 januari 1992 van de horizontale programmering door de AKN-omroepen, waarbij "Station 3" ontstond wat van zaterdag t/m maandag tussen 6:00 en 00:00 uur op Radio 3 uitzondt. De laatste keer dat het programma op de nationale publieke popzender te horen was, was op zondag 29 december 1991. Van Bruggen presenteerde op het nieuwe "Station 3" een programma, waarin het spelletje "Zeg 's euh" centraal stond. Vanaf maandag 5 oktober 1992 gingen alle omroepen op Radio 3, de voorloper van NPO 3FM, horizontaal programmeren (iedere omroeporganisatie kreeg vaste tijden op een dag toegewezen om uit te zenden) op het eveneens vernieuwde Radio 3. De KRO kreeg de ochtenduren van 6:00 tot 9:00 uur toegewezen. Samen met Jeanne Kooijmans presenteerde hij op Radio 3 The Breakfast club. Dit werd een zeer populaire ochtendshow en kreeg onder meer bekendheid door de grootscheepse protestkaartenactie "Ik ben woedend" in 1993. Op 7 juni 1997 besloot de leiding van de KRO om te stoppen met het programma, omdat de omroep wilde verjongen en vernieuwen. Op donderdag 1 januari 1998 volgde Edwin Evers het presentatieduo op Radio 3FM op met zijn populaire ochtendprogramma Evers staat op.

### Radio 2 en Radio 6
Van 1998 tot 2012 was Van Bruggen samensteller en presentator van het programma Route du Soleil op Radio 2, en vanaf 2009 presenteerde hij ook Weekend in Radio City op Radio 6.

### Marconi Oeuvre Award
In 2013 ontving Van Bruggen de Marconi Oeuvre Award tijdens het AVRO RadioGala van het Jaar, wat bekendgemaakt werd op de dag dat hij met persioen ging.
Vanaf 2015 maakte hij het enkele minuten durende programmaonderdeel "Psst" in De Nieuws BV; zijn (voorlopig) laatste bijdrage in deze rubriek werd uitgezonden op 25 april 2017. In de zomer van 2015 maakte hij de rubriek "Uktopia" waarin kinderen simpele oplossingen bedachten voor wereldproblemen. In 2017 maakt hij de zesdelige radioserie Het Uur van de Waarheid over geschiedenis.

### Ere-Zilveren Reissmicrofoon
Op 20 mei 2020 maakte juryvoorzitter Vincent Bijlo in het radioprogramma Met het Oog op Morgen bekend dat aan van Bruggen de ere-Zilveren Reissmicrofoon 2020 was toegekend, opnieuw een oeuvreprijs. De prijs is hem op 25 juni 2020 uitgereikt.